# لويس مايلو جونز
لويس مايلو جونز (بالإنجليزية: Loïs Mailou Jones)‏ (ولدت في 3 نوفمبر عام 1905، وتوفيت بتاريخ 9 يونيو 1998) كانت رسامة ومعلمة في فترة عملها التي امتدت سبعة عقود. كانت جونز واحدة من أهم الشخصيات التي اكتسبت سوء سمعة بسبب فنها إذ كانت تعيش مغتربة زنجية في باريس في ثلاثينيات القرن العشرين وأربعينياته. بدأ عملها بتصميم الغزل والنسيج قبل أن تقرر التركيز على الفنون. استلهمت جونز في رسمها  من إفريقيا والكاريبي ومن تجاربها في الحياة. نتيجة لهذا، كانت مرسوماتها من أول اللوحات التي رسمتها أمريكية إفريقية خارج إطار فن رسم الأشخاص (البورتريه). تأثرت جونز بحركة نهضة هارلم وبرحلاتها الدولية التي لا تحصى. كان عمل لويس مايلو جونز مستمرًّا ومعقّدًا. جعلها عملُها في التصميم والرسم والأكاديميا فنانةً استثنائية لم تزل محل اهتمام ودراسة وطنية.

## النشأة والدراسة (1905–1928)
ولدت لويس مايلو جونز في بوسطن، ماساتشوستس، لأبويها توماس فريلاند وكارولين جونز. كان أبوها مراقب بناء وأصبح بعد ذلك محاميًا بعد أن كان أول أمريكي إفريقي ينال درجة علمية من مدرسة سوفولك الحقوقية. عملت أمها خبيرة تجميل. شجع أبوا جونز ابنتهما في طفولتها على الرسم والتلوين باستعمال الألوان المائية. اشترى أبواها بيتًا على جزيرة مارثا فينيارد، وهنالك التقت جونز الذين أثروا في حياتها وفنها، منهم النحاتة ميتا واريك فولر، والملحن هاري ثاكر بورلييف، والروائية دوروثي ويست.
دخلت جونز مدرسة الفنون التطبيقية الثانوية في بوسطن بين عام 1919 وعام 1923. في خلال هذه السنين، أخذت جونز دروسًا مسائية في متحف بوسطن للفنون الجميلة، كان ذلك في منحة سنوية. بالإضافة إلى هذا، تدربت على تصميم الأزياء مع غريس ريبلي. عقدت جونز أول عرض انفرادي لها عندما كانت ابنة سبعة عشر، في مارثا فينيارد. بدأت جونز تبحث في آثار الأقنعة الإفريقية في خلال فترة عملها في ريبلي ستوديو. ومن دراستها على الأقنعة الإفريقية، ابتكرت تصاميم أزياء لمدرسة دينيشون.
دخلت جونز مدرسة متحف الفنون الجميلة في بوسطن بين عام 1923 وعام 1927، لتدرس هناك التصميم، حيث حصلت على منحة سوزان مينوت لين في التصميم سنويًّا. أخذت جونز دروسًا مسائية في مدرسة بوسطن للفنون العادية عندما كانت تعمل للحصول على درجتها. بعد أن تخرجت في مدرسة متحف الفنون الجميلة، تلقت شهادة تخرجها في التصميم من مدرسة فن التصميم في بوسطن عام 1928. بعد ذلك، بدأت العمل في شركة إف. إيه. فوستر في بوسطن وفي شركة سكوماكر في مدينة نيويورك. في صيف عام 1928، دخلت جونز جامعة هوارد، وهناك قررت أن تركز على الرسم الزيتي بدلًا من التصميم.
استمرت جونز في أخذ الدروس كل حياتها. في عام 1934، أخذت دروسًا عن أقنعة ثقافية مختلفة في جامعة كولومبيا. في عام 1945، حصلت على شهادة بكلوريوس في التربية الفنية من جامعة هورد، وتخرّجت بامتياز.

## العمل والحياة (1928–1998)
بدأ عمل جونز في ثلاثينيات القرن العشرين واستمر إنتاجها الفني حتى توفيت عام 1998 وهي ابنة 92 عامًا. تحول أسلوبها وتطور مراتٍ عدّة في حياتها استجابةً للمؤثرات، لا سيما أسفارها الكثيرة. عملت جونز بأدوات وتقنيات متنوعة وتحت تأثيرات مختلفة في سنوات عملها الطويلة. أثرت أسفارها الكثير في أوروبا وإفريقيا والكاريبي فيها وغيرت أسلوبها في الرسم. شعرت جونز أن أكبر مشاركاتها في الفن العالمي كان أنها كانت «دليلًا على موهبة الفنانين الزنوج». تمنت جونز لو أنها عُرفت بأنها فنانة أمريكية دون تصنيفات. يظهر في عملها فخرها بجذورها الإفريقية وأجدادها الأمريكيين.

## جوائز
حصلت على جوائز منها:
- جائزة إنجاز العمر للتجمع النسائي للفن [الإنجليزية]‏ (1986)
- جائزة كانديس  [لغات أخرى]‏ (1982)